# デニス・ガンゼル
デニス・ガンゼル（Dennis Gansel、1973年10月4日 - ）は、ドイツの映画監督、脚本家。	

## 略歴
西ドイツのニーダーザクセン州ハノーファーで生まれる。主に同市で育つ。1987年から1993年にかけて同市にあるテルカムプフシューレに通う。アビトゥーアに合格後、良心的兵役拒否者に課せられる非軍事的役務を努める。ミュンヘンテレビ映画大学にて学生生活を送り、のちに長年の映画製作の同僚となるクリスティアン・ベッカーと出会う。
1999年、主役のユルゲン・フォーゲルが捜査官を演ずるドイツ赤軍に関する政治スリラーテレビ映画『RAF/REDARMY FACTION』を監督、国内で大きな反響を得て、アドルフ・グリメ賞を獲得する。2001年には最初の長編劇映画となった『GIRLS★GIRLS』を監督した。2008年、映画『THE WAVE ウェイヴ』を監督、同作で2008年度ドイツ映画賞を授与される。2010年には学生時代から構想をもっていたヴァンパイア映画 『ブラッディ・パーティ』を発表し、長年の夢が成就。

## フィルモグラフィ

### 映画
- The Wrong Trip (1996)  短編映画
- Im Auftrag des Herrn (1998) 短編映画
- Living Dead (1998) 短編映画
- RAF/REDARMY FACTION Das Phantom (1999) 監督・脚本
- GIRLS★GIRLS Mädchen, Mädchen (2001) 監督
- エリート養成機関 ナポラ Napola – Elite für den Führer (2004) 監督・脚本
- THE WAVE ウェイヴ Die Welle (2008) 監督・脚本
- ブラッディ・パーティ Wir sind die Nacht (2010) 監督・原案
- イヤー・オブ・ザ・スネーク 第四の帝国 Die vierte Macht (2012)	監督・脚本
- Grim Night (2014)
- メカニック:ワールドミッション Mechanic: Resurrection (2016)	監督